# Открито първенство на САЩ 2013
US Open 2013 е тенис турнир, провеждащ се на откритите кортове на „Billie Jean King National Tennis Center“ във „Flushing Meadows Park“, Куинс, Ню Йорк, Съединени американски щати. Това е 133-тото издание на надпреварата. Последният турнир от Големия шлем за годината ще се проведе във времето между 27 август и 9 септември.
Анди Мъри и Серина Уилямс защитават титлите си на сингъл. Уилямс успешно защити титлата си, докато Мъри губи в четвъртфиналите от Станислас Вавринка. Рафаел Надал печели титлата на сингъл мъже.

## Точки и награден фонд

### Ключ
1. Ш – шампион
2. Ф – финалист
3. ПФ – полуфиналисти
4. ЧФ – четвъртфиналисти
5. ОФ – осминафиналист
6. 3К – тенисист, загубил в трети кръг
7. 2К – тенисист, загубил във втори кръг
8. 1К – тенисист, загубил в първи кръг
9. К – тенисист, преминал квалификациите
10. К3 – тенисист, загубил в трети кръг на квалификациите
11. К2 – тенисист, загубил във втори кръг на квалификациите
12. К1 – тенисист, загубил в първи кръг на квалификациите

### Точки
| Събитие     | Ш    | Ф    | ПФ  | ЧФ  | ОФ  | 3К  | 2К  | 1К | К  | К3 | К2 | К1 |
| Сингъл мъже | 2000 | 1200 | 720 | 360 | 180 | 90  | 45  | 10 | 25 | 16 | 8  | 0  |
| Двойки мъже | 2000 | 1200 | 720 | 360 | 180 | 90  | 0   | –  | 25 | –  | –  | –  |
| Сингъл жени | 2000 | 1400 | 900 | 500 | 280 | 160 | 100 | 5  | 60 | 50 | 40 | 2  |
| Двойки жени | 2000 | 1400 | 900 | 500 | 280 | 160 | 5   | –  | 60 | –  | –  | –  |

### Награден фонд
| Събитие         | Ш          | Ф          | ПФ       | ЧФ       | ОФ       | 3К      | 2К      | 1К      | К3      | К2    | К1    |
| Сингъл          | $2 600 000 | $1 300 000 | $650 000 | $325 000 | $165 000 | $93 000 | $53 000 | $32 000 | $12 028 | $7911 | $4100 |
| Двойки*         | $460 000   | $230 000   | $115 000 | $58 000  | $30 000  | $18 750 | $12 500 | –       | –       | –     | –     |
| Смесени двойки* | $150 000   | $70 000    | $30 000  | $15 000  | $10 000  | $5000   | –       | –       | –       | –     | –     |

* на отбор

### Бонуси
Тримата тенисисти и трите тенисистки, представили се най-добре на US Open Серии 2013, ще получат бонуси от наградния фонд, в зависимост от представянето си на US Open 2013.
| Представяне на US Open Серии 2013 | Представяне на US Open 2013 | Представяне на US Open 2013 | Представяне на US Open 2013 | Представяне на US Open 2013 | Представяне на US Open 2013 | Представяне на US Open 2013 | Представяне на US Open 2013 | Представяне на US Open 2013 | Бонуси                | Бонуси     |
| --------------------------------- | --------------------------- | --------------------------- | --------------------------- | --------------------------- | --------------------------- | --------------------------- | --------------------------- | --------------------------- | --------------------- | ---------- |
| Представяне на US Open Серии 2013 | Ш                           | Ф                           | ПФ                          | ЧФ                          | ОФ                          | 3К                          | 2К                          | 1К                          | Бонуси                | Бонуси     |
| 1-во място                        | $1 000 000                  | $500 000                    | $250 000                    | $125 000                    | $70 000                     | $40 000                     | $25 000                     | $15 000                     | Рафаел Надал          | $1 000 000 |
| 1-во място                        | $1 000 000                  | $500 000                    | $250 000                    | $125 000                    | $70 000                     | $40 000                     | $25 000                     | $15 000                     | Серина Уилямс         | $1 000 000 |
| 2-ро място                        | $500 000                    | $250 000                    | $125 000                    | $62 500                     | $35 000                     | $20 000                     | $12 500                     | $7500                       | Джон Иснър            | $20 000    |
| 2-ро място                        | $500 000                    | $250 000                    | $125 000                    | $62 500                     | $35 000                     | $20 000                     | $12 500                     | $7500                       | Виктория Азаренка     | $250 000   |
| 3-то място                        | $250 000                    | $125 000                    | $62 500                     | $31 250                     | $17 500                     | $10 000                     | $6250                       | $3750                       | Хуан Мартин дел Потро | $6250      |
| 3-то място                        | $250 000                    | $125 000                    | $62 500                     | $31 250                     | $17 500                     | $10 000                     | $6250                       | $3750                       | Агнешка Радванска     | $17 500    |

## Събития

### Сингъл мъже
Рафаел Надал побеждава  Новак Джокович с резултат 6 – 2, 3 – 6, 6 – 4, 6 – 1.

### Сингъл жени
Серина Уилямс побеждава  Виктория Азаренка с резултат 7 – 5, 6 – 7(6 – 8), 6 – 1.

### Двойки мъже
Леандер Паеш /  Радек Щепанек побеждават  Александър Пея /  Бруно Соарес с резултат 6 – 1, 6 – 3.

### Двойки жени
Андреа Хлавачкова /  Луцие Храдецка побеждават  Ашли Барти /  Кейси Делакуа с резултат 6 – 7(4 – 7), 6 – 1, 6 – 4.

### Смесени двойки
Андреа Хлавачкова /  Макс Мирни побеждават  Абигейл Спиърс /  Сантяго Гонзалес с резултат 7 – 6(7 – 5), 6 – 3.
- Това е 1-ва титла на смесени двойки за Хлавачкова.
- Това е 4-та титла на смесени двойки за Мирни и негова 3-та на US Open.

## Квалификанти (Q)

### В схемата на сингъл мъже
1. Михаил Кукушкин (Трети кръг)
2. Иво Карлович (Втори кръг)
3. Флоран Сера (Първи кръг)
4. Филип Пецшнер (Първи кръг, отказва се)
5. Роджерио Дутра да Силва (Втори кръг)
6. Сомдев Деварман (Втори кръг)
7. Томас Фабиано (Първи кръг)
8. Доналд Йънг (Втори кръг)
9. Ник Киргьос (Първи кръг)
10. Франк Данчевич (Втори кръг)
11. Петер Гойовчик (Втори кръг)
12. Го Соеда (Първи кръг)
13. Дан Евънс (Трети кръг)
14. Максимо Гонзалес (Втори кръг)
15. Стефан Робер (Втори кръг)
16. Албано Оливети (Първи кръг)

### В схемата на сингъл жени
1. Кейси Делакуа (Първи кръг)
2. Шарон Фишман (Първи кръг)
3. Грейс Мин (Първи кръг)
4. Виктория Дювал (Втори кръг)
5. Коко Вандевеге (Втори кръг)
6. Дуан Ин-Ин (Първи кръг)
7. Куруми Нара (Трети кръг)
8. Мария Жоао Кьолер (Първи кръг)
9. Вера Душевина (Първи кръг)
10. Миряна Лучич-Барони (Първи кръг)
11. Шанел Симъндс (Първи кръг)
12. Мишел Ларшер де Брито (Втори кръг)
13. Юлия Глушко (Трети кръг)
14. Айла Томлянович (Втори кръг)
15. Александра Крунич (Първи кръг)
16. Камила Джорджи (Осминафинал)

## Щастливи губещи (LL)

### В схемата на сингъл мъже
1. Андрей Мартин (Първи кръг)

### В схемата на сингъл жени
1. Патриция Майр-Ахлайтнер (Втори кръг)
2. Оливия Роговска (Първи кръг)

## Тенисисти, получили уайлд кард (WC)

### В схемата на сингъл мъже
1. Колин Алтамирано (Първи кръг)
2. Брайън Бейкър (Първи кръг)
3. Джеймс Дъкуорт (Първи кръг)
4. Райън Харисън (Първи кръг)
5. Брадли Клан (Втори кръг)
6. Тим Смичек (Трети кръг)
7. Гийом Руфен (Втори кръг, отказва се)
8. Райн Уилямс (Първи кръг)

### В схемата на сингъл жени
1. Ашли Барти (Втори кръг)
2. Сачия Викери (Втори кръг)
3. Никол Гибс (Първи кръг)
4. Ваня Кинг (Първи кръг)
5. Алисън Риск (Осминафинал)
6. Шелби Роджърс (Първи кръг)
7. Мария Санчес (Първи кръг)
8. Виржини Разано (Първи кръг)

## Тенисисти, играещи със защитаващ ранкинг (PR)

### В схемата на сингъл мъже
1. Пабло Куевас (Първи кръг, отказва се)
2. Юрген Цоп (Първи кръг)

### В схемата на сингъл жени
1. Александра Вожняк (Втори кръг)
2. Александра Дюлгеру (Втори кръг)
3. Алиса Клейбанова (Втори кръг)
4. Петра Цетковска (Първи кръг)

## Тенисисти, отказали се от участие в турнира

### В схемата на сингъл мъже
1. Жо-Вилфрид Цонга (Травма в коляното)
2. Жил Симон (Коклюш)
3. Марин Чилич (Отстраняване)
4. Виктор Троицки (Дисквалификация)
5. Марди Фиш

### В схемата на сингъл жени
1. Мария Шарапова (Травма в дясното рамо)
2. Марион Бартоли (Отказване от тениса)
3. Ромина Опранди (Травма в рамото)
4. Аюми Морита (Контузия в гърба)
5. Гарбине Мугуруса (Контузия на глезена)
6. Юлия Путинцева (Контузия в гърба)